# Daniel David
Daniel David (* 15. září 1971) je český místní a regionální politik, od roku 2016 zastupitel Libereckého kraje, od roku 2001 starosta obce Janov nad Nisou, od roku 2014 místopředseda hnutí SLK. Původní profesí je učitel matematiky a tělesné výchovy. Je otcem biatlonistky Markéty Davidové.

## Politické působení
Dráhu politika zahájil v roce 1998 kandidaturou do obecního zastupitelstva Janova nad Nisou, kam nejprve zvolen nebyl. Nicméně po odstoupení několika zastupitelů v dalších letech se do obecního zastupitelstva jako náhradník dostal a po odstoupení dvou starostů se stal v roce 2001 i hlavním představitelem obce. V letech 2002 (Sdružení nezávislých kandidátů) a 2006 (SNK ED) ve volbách do zastupitelstev obcí svůj mandát zastupitele obhájil a zůstal i nadále starostou. Od roku 2008 je členem Starostů pro Liberecký kraj.
V roce 2013 neúspěšně kandidoval do PSP ČR (na kandidátce TOP 09). V letech 2016 byl za SLK zvolen zastupitelem Libereckého kraje a v roce 2020 tento mandát obhájil. Také ve volbách v roce 2024 obhájil z pozice člena hnutí SLK post zastupitele Libereckého kraje.